# Nina Davuluri
Nina Davuluri (Syracuse, 20 aprile 1989) è una modella statunitense di origine indiana.

## Biografia
È stata eletta Miss America 2014 il 15 settembre 2013, prima indo-americana e seconda asioamericana ad ottenere tale riconoscimento. La Davuluri è stata anche la prima ad eseguire una coreografia in stile Bollywood sul palco di Miss America. La modella partecipava al concorso in qualità di rappresentante dello stato di New York.
Tuttavia la sua elezione ha suscitato numerose polemiche di stampo xenofobico-razzista sui social network americani, principalmente collegate alla vicinanza fra la data del concorso con l'anniversario degli attentati dell'11 settembre 2001 ed il relativo sentimento anti-indiano.